# Pavezin
Pavezin [pavzɛ̃] ist eine französische Gemeinde mit 399 Einwohnern (Stand: 1. Januar 2022) im Département Loire in der Region Auvergne-Rhône-Alpes. Die Gemeinde gehört zum Arrondissement Saint-Étienne und ist Teil des Kantons Le Pilat. Die Einwohner werden Pavezinois genannt.

## Geografie
Pavezin liegt etwa 16 Kilometer nordöstlich des Stadtzentrums von Saint-Étienne am Fluss Couzon. Umgeben wird Pavezin von den Nachbargemeinden Longes im Norden, La Chapelle-Villars im Nordosten, Chuyer im Osten, Pélussin im Süden sowie Sainte-Croix-en-Jarez im Westen.

## Bevölkerungsentwicklung
| Jahr                       | 1962 | 1968 | 1975 | 1982 | 1990 | 1999 | 2006 | 2017 |
| -------------------------- | ---- | ---- | ---- | ---- | ---- | ---- | ---- | ---- |
| Einwohner                  | 200  | 175  | 150  | 183  | 245  | 260  | 262  | 354  |
| Quellen: Cassini und INSEE |      |      |      |      |      |      |      |      |

## Sehenswürdigkeiten

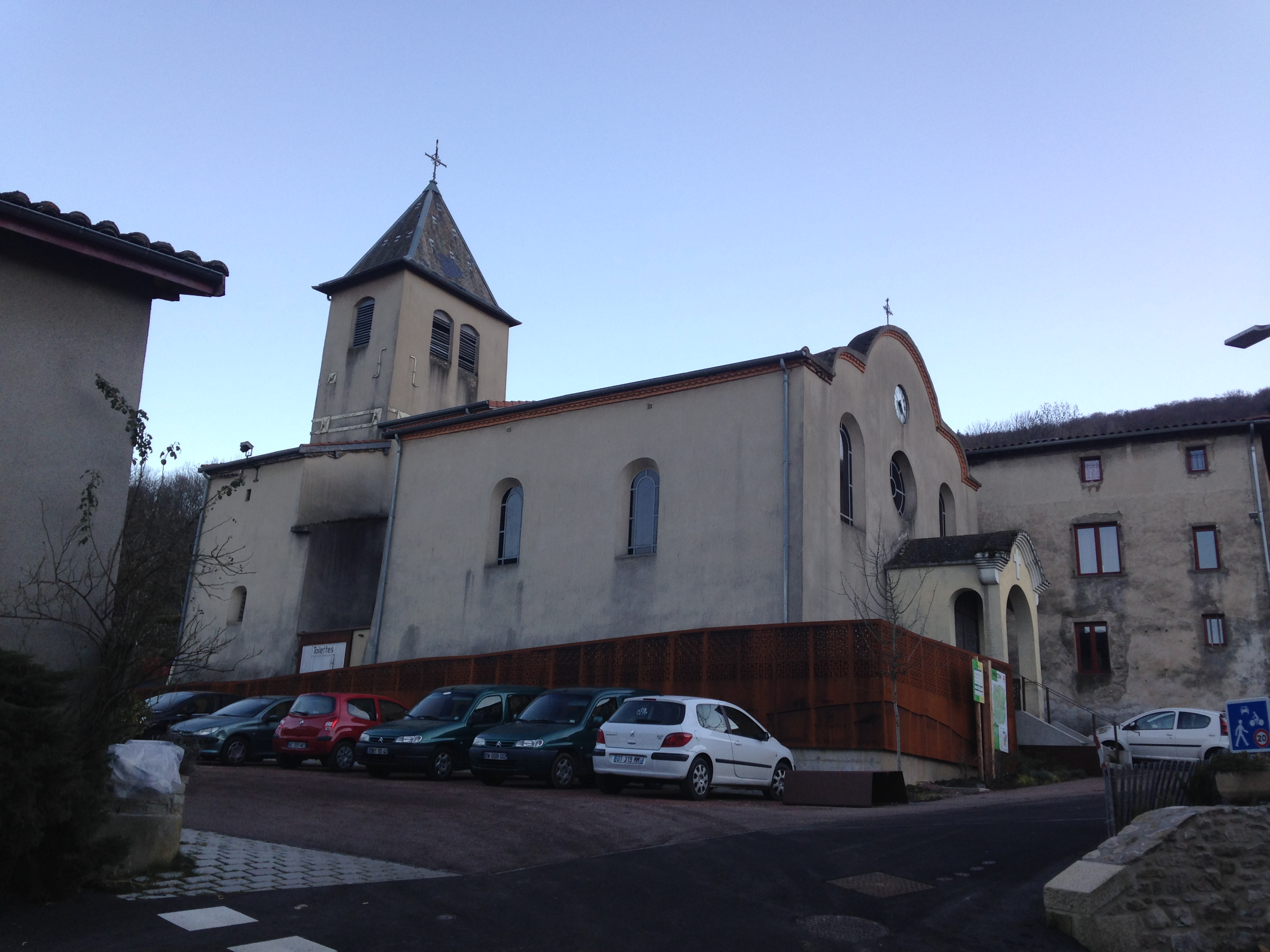
Kirche Saint-Clair

- Kirche Saint-Clair

## Persönlichkeiten
- Paul-Marie Reynaud (1854–1926), Missionar, Bischof von Fussulan, Apostolischer Vikar von Ning Po